# Liste des lacs du Pérou
Cet article dresse une liste (non exhaustive) des lacs du Pérou.
Note : qucha signifie « lac » en langue Quechua.

## Par ordre alphabétique

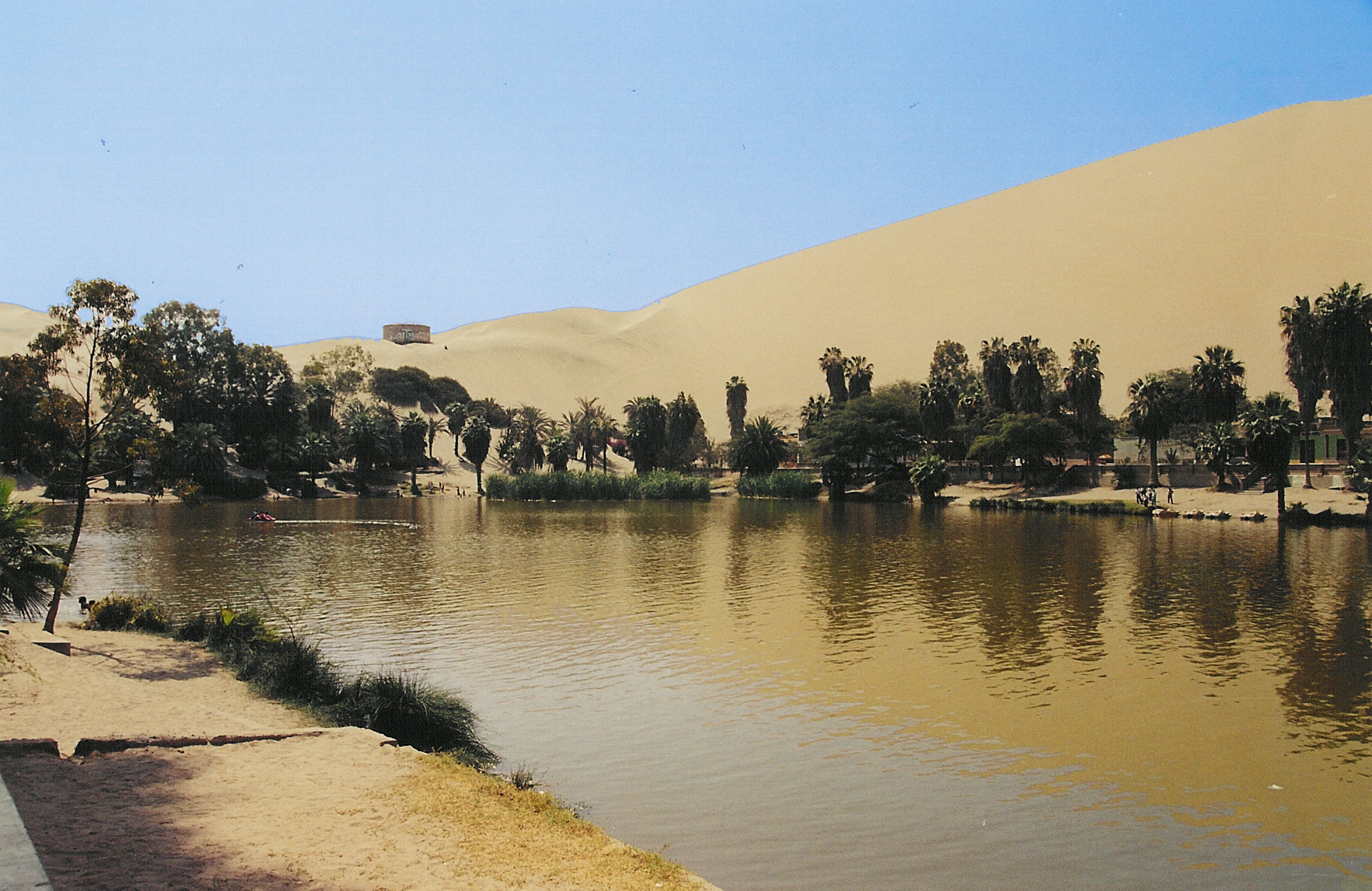
Huacachina

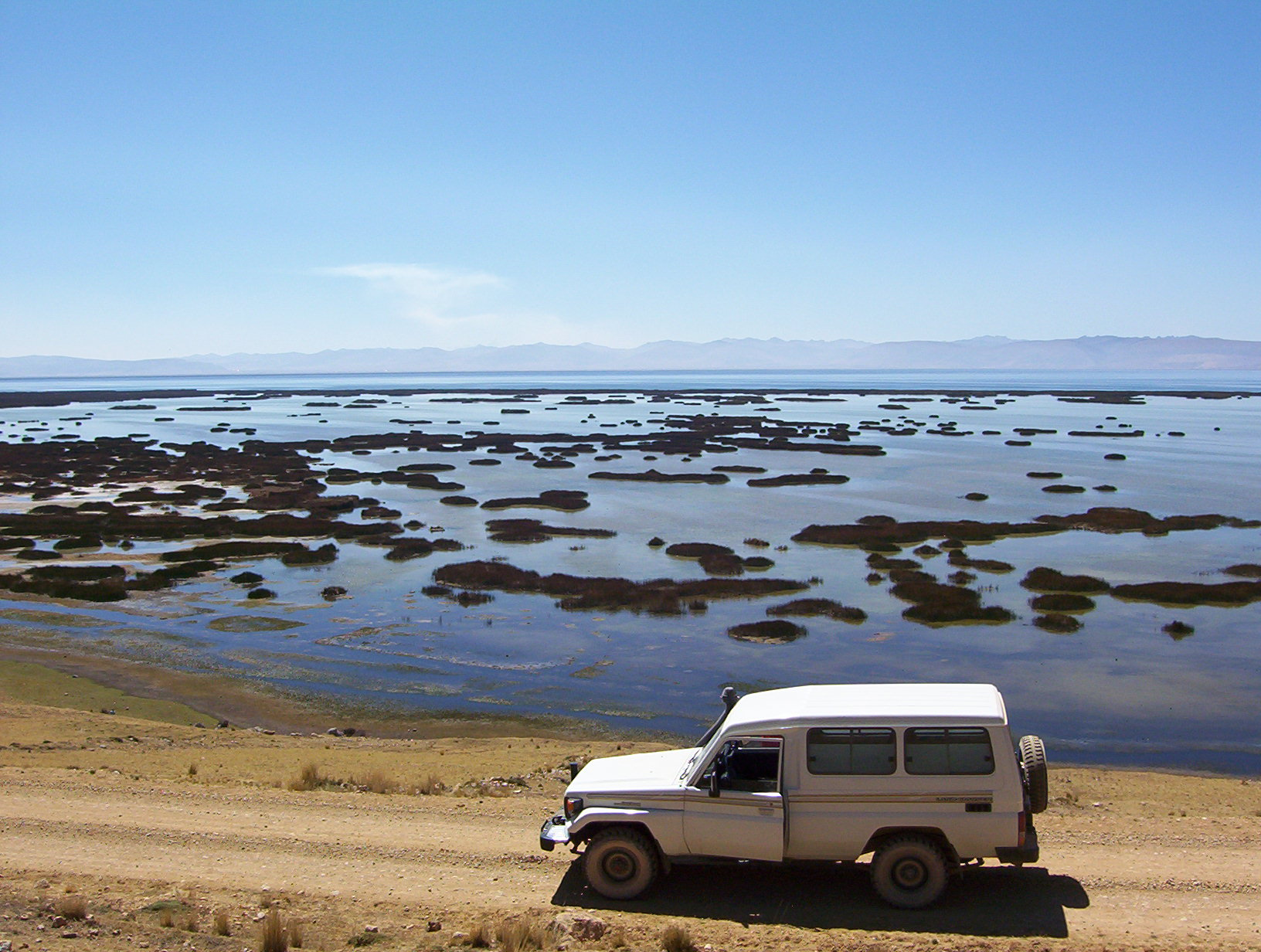
Junín

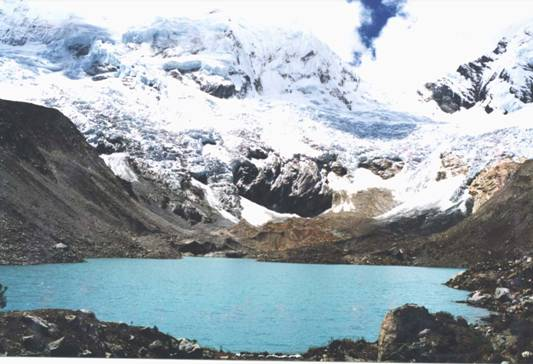
Pallqaqucha

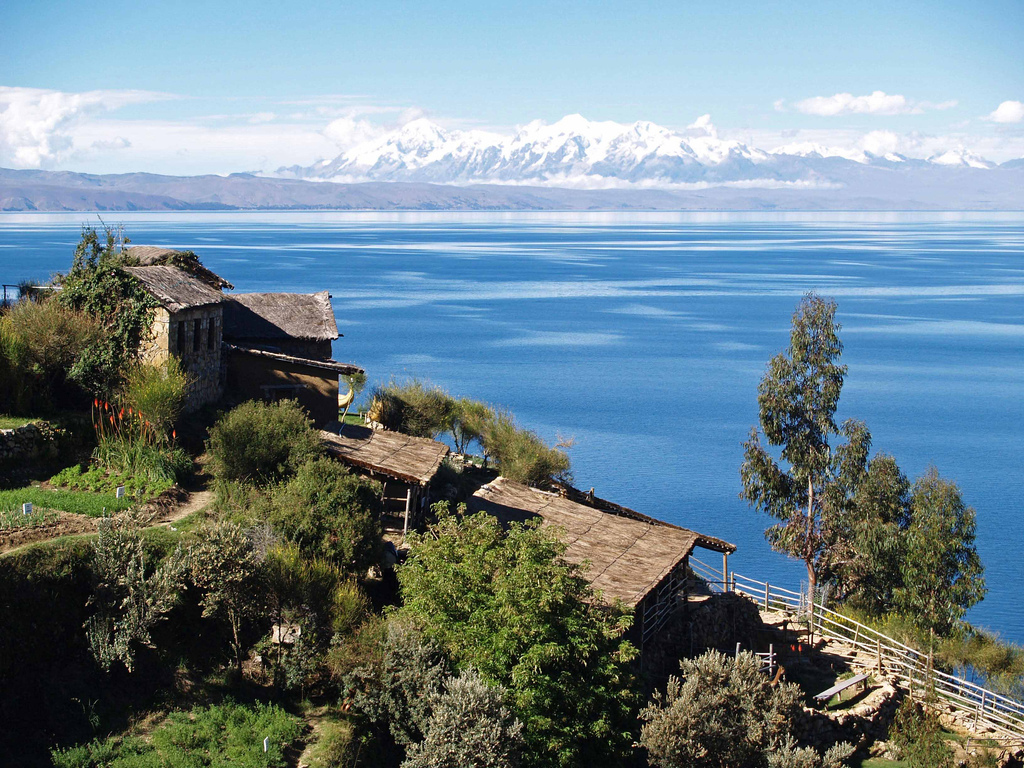
Titicaca

Liste alphabétique des lacs du Pérou.
- Acchicocha
- Allqaqucha
- Allicocha
- Aququcha
- Antaqucha
- Arapa
- Arhuaycocha
- Aricoma
- Ariquta
- Carpa
- Carhuacocha
- Chauya
- Chuqlluqucha
- Churup
- Condors
- Conococha
- Cullicocha
- Huacachina
- Inuria
- Jukumarini
- Juhuacocha
- Junín
- Lacs Kiswar
- Langui Layo
- Laguna 69
- Lagunillas
- Lauricocha
- Lawriqucha
- Lurisquta
- Llanganuco
- Markapumaqucha
- Mitucocha
- Muyurqa
- Pallqaqucha
- Pacucha
- Parinaqucha
- Parón
- Pawqarqucha
- Pelagatos
- Pías
- Pomacanchi
- Pumaqucha
- Punrun
- Qiruqucha
- Quñuqqucha
- Quyllurqucha
- Rimachi
- Salinas
- Sandoval
- Saraqucha
- Sausacocha
- Sawsiqucha
- Shegue
- Siwinaqucha
- Suches
- Tambococha
- Titicaca
- Tragadero
- Tuctococha
- Umayo
- Urququcha
- Valencia
- Vizcacha
- Wankaqucha
- Warmiqucha
- Warunqucha
- Waskhaqucha
- Wich'iqucha
- Wilaquta
- Wiñaymarka
- Yanawayin
- Yanaqucha